# Otsjchamoeri (plaats)
Otsjchamoeri (Georgisch: ოჩხამური) is een zogeheten 'nederzetting met stedelijk karakter' (daba) in het zuidwesten van Georgië met 3.160 inwoners (2024), gelegen in de autonome republiek Adzjarië op ongeveer vijf kilometer ten noordoosten van de stad Koboeleti.
De nederzetting is gesitueerd in de Koboeleti-vlakte, tussen de rivieren Otsjchamoeri en Sjavigele. Tussen Otsjchamoeri en Koboeleti liggen twee beschermde natuurreservaten die onderdeel zijn van de Colchis Regenwouden en Wetlands, een UNESCO Werelderfgoed. Administratief vallen de nabijgelegen dorpen Tsetschlaoeri en Jichanjoeri onder Otsjchamoeri.

## Geschiedenis

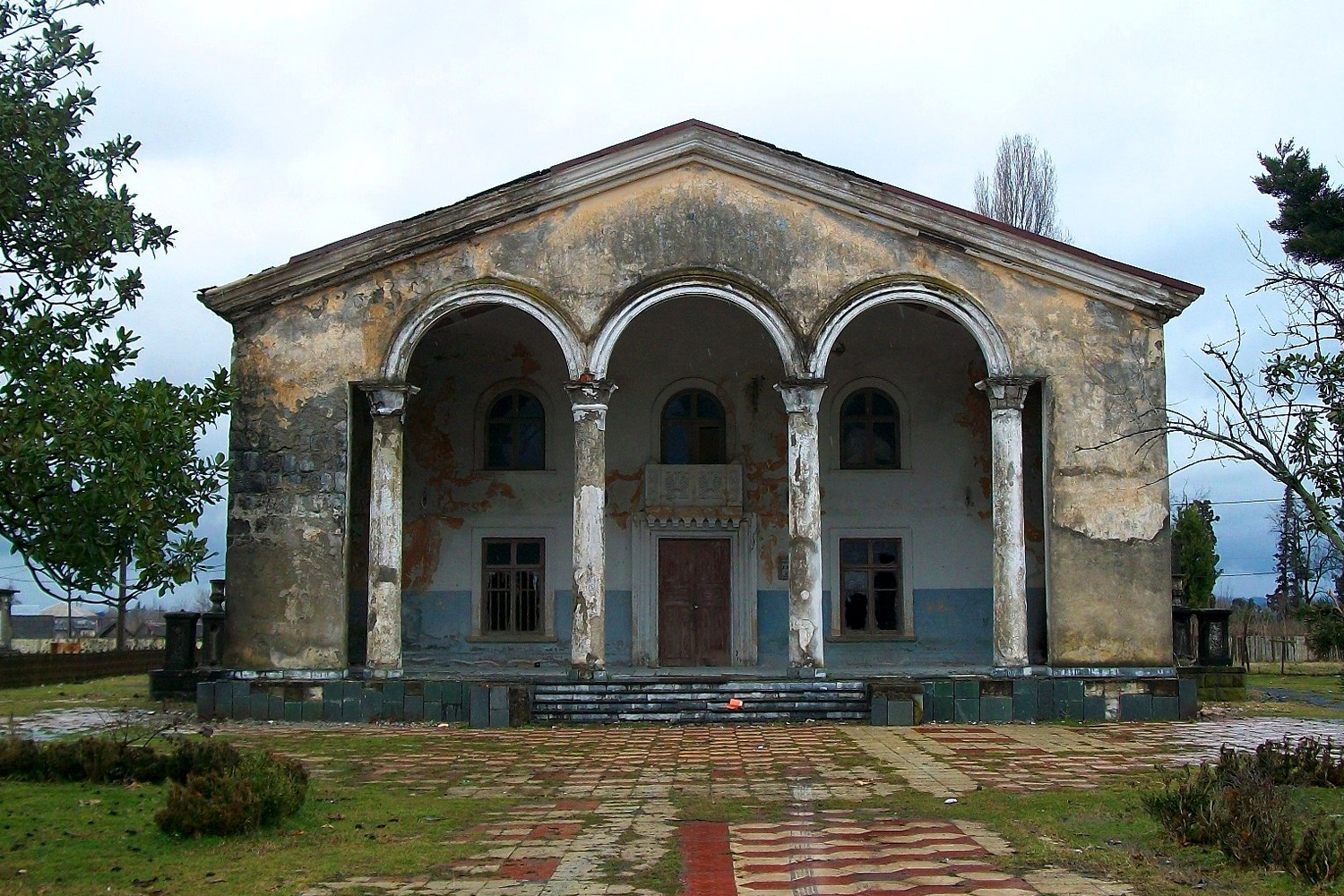
Vergane glorie

De naam Otsjchamoeri heeft een Mingreelse oorsprong, en is samengesteld uit de woorden "Otsjcha" en "Moeria". Volgens een legende liep een Mingreel langs deze plek en sprak hij in verbazing over de overvloed aan vis in het riviertje deze twee worden. "Otschi" betekent "vis" in het Mingreels terwijl "moeria" naar een modderige kuil of poel verwijst.

### Twistgebied
Het gebied tussen Otsjchamoeri en de Tsjoloki-rivier was in april 1918 het strijdtoneel tussen het Ottomaanse Rijk en de Nationale Raad van Georgië die een maand later de Democratische Republiek Georgië zou uitroepen. De kleine Georgische troepenmacht van 400 soldaten waren in staat om te voorkomen dat de circa 7000 Ottomaanse strijdkrachten verder naar het noorden konden trekken.
In nasleep van de Vrede van Brest-Litovsk, dat het Russische einde in de Eerste Wereldoorlog betekende, besloten de Ottomanen om Adzjarië dat hen toeviel gewapenderhand te bezetten. De de facto onafhankelijke Transkaukasische Democratische Federatieve Republiek controleerde het gebied feitelijk en wilde dit niet overdragen. De Nationale Raad van Georgië zocht een diplomatieke oplossing via de Vredesconferentie van Trabzon, maar de Ottomanen wachtten dit niet af.

### In de Sovjet-Unie
Met de Sovjet-collectivisatiecampagne in de jaren 1920 en 1930 kwam in Otsjchamoeri een grote thee-kolchoz (collectieve boerderij). Hierdoor werd het dorp onderdeel van een groter subtropisch landbouwgebied in Adzjarië. Dit bracht een toestroom van migranten op gang en de omvang van de bevolking nam sterk toe. In 1954 werd Otsjchamoeri gepromoveerd naar een 'nederzetting met stedelijk karakter' (დაბა, daba).

## Demografie
Begin 2024 had Otsjchamoeri 3.160 inwoners, een daling van ruim 40% ten opzichte van de volkstelling van 2014. Otsjchamoeri kende volgens deze volkstelling een grote meerderheid Adzjaarse Georgiërs (96%) en kleine gemeenschappen van 100 Armeniërs (1,9%) en Russen (1,9%).
| Jaar                                                             | 1939 | 1959  | 1970  | 1979  | 1989  | 2002  | 2014  | 2020  | 2024  |
| ---------------------------------------------------------------- | ---- | ----- | ----- | ----- | ----- | ----- | ----- | ----- | ----- |
| Aantal                                                           | -    | 3.803 | 3.673 | 4.322 | 5.008 | 5.026 | 5.355 | 3.730 | 3.160 |
| Verantwoording data: Bevolkingsstatistiek Georgië 1897 tot heden |      |       |       |       |       |       |       |       |       |

## Vervoer
De Georgische internationale hoofdweg S2 (E70) loopt langs Otsjchamoeri. Dit gedeelte van de S2 wordt ook wel Koboeleti Bypass genoemd en is een belangrijke verkeersader naar en van Batoemi en Turkije.  De Tbilisi - Samtredia - Batoemi spoorlijn heeft een station in Otsjchamoeri.